# 대학 입시 센터 시험

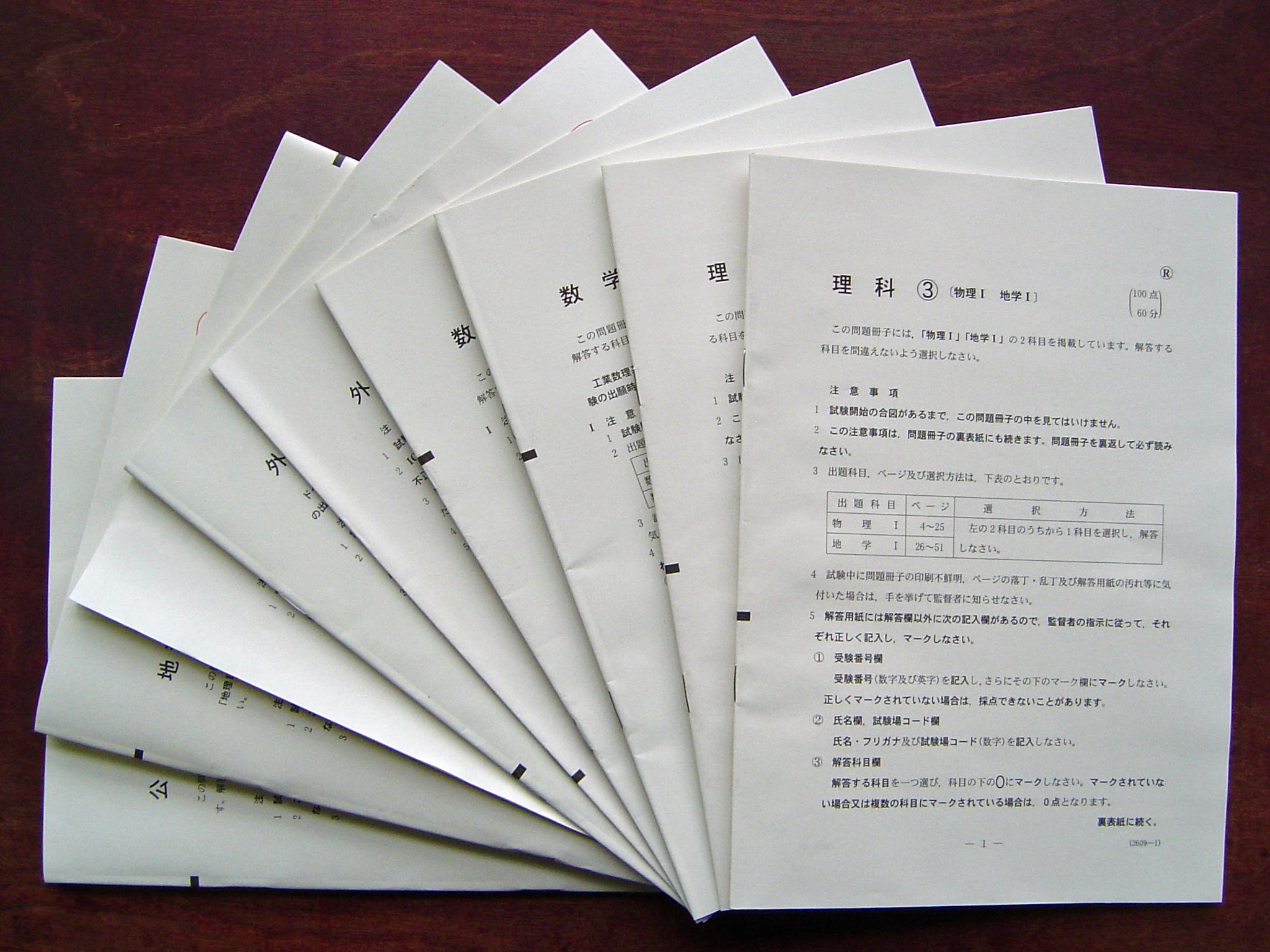

대학 입시 센터 시험(일본어: 大学入試センター試験 다이가쿠뉴시센타시켄[*])은 독립 행정법인 대학 입시 센터에서 보통 1월 13일 이후 첫 번째 토요일과 일요일 이틀에 걸쳐 진행되는 일본 대학의 일반적인 입학 시험이다. 6개 교과에서 32과목이 개설되어 있으며, 대학에서 자신들의 전공과 관련된 교과를 사전에 지정하여 그 대학에 입학하려면 지원자들이 대학에서 지정한 교과를 응시하도록 하고 있다. 성적을 어떻게 이용하는지는 대학의 몫이다. 국공립 대학 공통 제 1차 학력 시험인 대학 공통 제1차 학력 시험이 개칭 및 수정되어 현재에 이른다. 국공립대학 전체와 사립대학 일부가 대학입시센터시험을 활용하고 있고, 해마다 이를 활용하는 사립대학의 수가 증가하고 있다.
출제는 대학의 협의체인 '대학입시센터'가 주관한다. 수능과 비슷하게, 대학 교수로 구성된 출제위원회와 검토위원회가 출제와 검토를 하고, 고등학교 교사로 구성된 검토위원회는 난이도를 검토한다. 시행은 각 대학서 주관한다. 대학입시센터 시험은 수능과 달리 반 개방식으로 출제된다. 출제위원들도 1년에 절반씩 교체하여서 변화를 꾀하고 있다.
공통 제1차 학력시험을 대체하고 1990년부터 지금까지 시행되고 있는 대학입시센터시험은 '양질의 시험문제를 확보하고, 고등학교 교육과정 범위 내에서 학생의 성취도를 평가하며, 각 대학에서의 다양하고 개성적인 선발의 실현에 이바지하는 것'을 목적으로 하는 시험이다. 수능과 비슷하다. 국공립대학 전체와 사립대학 일부가 이를 활용하고 있다.

## 역할
- 어려운 문항이나 이상한 문항 등을 배제한 양질의 문제 확보: 예전 대입 시험에서는 고등학교 교육과정을 벗어난 문항이 출제되는 일이 잦았으나 공통 제1차 학력시험이 도입된 이후로는 고등학교 교과 과정만 거쳐도 풀 수 있게 되었다.

- 대학별 시험과 적절한 조화를 통한 대학 입시의 다양화·특성화: 대학입시센터시험이 학력을 대신 평가해주면서, 대학별 시험은 소논문, 면접 등을 비롯한 학력 이외의 자질을 측정함으로써 입시를 다양화·개성화할 수 있게 되었다.

- 사립대학의 대학입시센터시험 이용을 통한 입시 개혁: 대학입시센터시험은 공통 제1차 학력시험과는 달리 사립대학도 이용할 수가 있다. 이는 사립대학 입시에 큰 변화를 가져왔다.

- 대학이 시험교과·과목을 자유롭게 선택하여 대학 서열화 방지: 국공립대를 지망하는 수험생들에게 일률적으로 5교과 7과목을 보게 하는 공통 제1차 학력시험은 대학 서열화를 야기하였다. 그러나 대학입시센터시험은 응시 과목을 대학이 지정하게 함으로써 대학 서열화를 방지할 수 있게 되었다.

## 운영
대학입시센터시험은 이를 이용하는 국·공·사립 대학이 대학입시센터와 협력해서, 동일한 날 동일한 시험문제로 공동 시험을 실시한다. 대학입시센터의 역할은 다음과 같다.
- 출제, 인쇄, 수송
- 수험 안내
- 접수, 시험장 지정, 수험표 교부
- 채점, 성적 집계
- 시험 성적 등을 대학에 제공

시험을 이용하는 대학의 역할은 다음과 같다.
- 대학입시센터시험의 이용 교과와 과목 및 각 대학별 학력 검사 예고
- 시험장 선정, 시험감독자 선출
- 수험 안내서 배부
- 시험 실시
- 답안 정리, 대학입시센터에 반송

## 출제
문제는 실제 출제되는 해의 2년 전부터 설계, 작성, 검토된다. 각 대학의 교수와 고등학교 교사로 구성된 위원회가 대학입시센터에 수 차례 모여 계획, 문제 작성, 검토, 수정을 한다.

### 교과목검토위원회
대학입시센터시험 과목으로 어떤 과목을 넣을 것인지는 시험교과·과목검토위원회에서 결정한다. 대학 교수로 이루어진 위원회는 각 교과 담당자나 책임자와 함께 교과 내용과 변화를 연구하고 포함 여부를 결정한다. 시험 과목으로 선택되는 과목은 대개 교육과정 상 필수 교과목이다. 과목 선택 후에는 선택된 과목이 객관식 시험에 적합한지 검토한다.

### 대학입시센터시험 문제 출제 및 검토를 위한 위원회
이 위원회의 하위 위원회로는 교과과목 제1,2,3 위원회와 점검 위원회 가 있다. 문체 출제위원과 검토위원의 선정은 비밀이며, 위원 상호 간에도 비밀이다.

#### 교과과목 제1위원회
문제 출제는 대학 교수, 조교수, 강사로 구성된 교과과목 제1위원회에서 담당한다. 제1위원회는 다시 20개가 넘는 교과과목위원회로 나뉜다. 각 교과위원회는 평균 20명 정도로 구성된다. 출제위원은 각 대학의 총장 또는 학장의 동의를 받아 대학입시센터장이 위촉하는데, 그 사실은 비밀에 부쳐진다. 출제위원에게는 승진과 보수 등 특전이 주어지며, 임기는 2년이다.
각 교과과목위원회는 1개 또는 2개 과목의 본시험 및 추가시험 문제를 개발한다. 1년에 약 40일씩, 2년 동안 80일을 대학입시센터에 와서 출제한다. 평균 월 3, 4회 정도 모여서 출제한다고 할 수 있다.
문제는 반드시 출제위원 개인이 아니라 위원회 위원들의 합의 하에 출제되어야 한다. 이를 위해 각 교과별 출제 지침서가 마련되어 있다.
문제는 1년에 본시험용, 추가시험용, 문제가 발생했을 때를 대비한 비상용으로 총 3묶음을 개발한다. 각 묶음의 내용과 수준은 거의 비슷하다.
제2, 제3, 점검위원회에서 발견된 오류는 제1위원회에서 2년 10회에 걸쳐 수정한다.

#### 교과과목 제2위원회, 제3위원회, 점검위원회
제1위원회가 초안을 제출하면 대학 교수와 조교수, 강사로 구성된 제2, 제3 위원회가 검토한다. 검토위원은 임기를 마친 전년도 출제위원으로 구성된다. 역시 비밀에 부쳐진다.
제2위원회는 교과별 하위 위원회로 나뉘며, 각 위원회는 1개나 2개 과목 문제를 검토한다. 검토는 출제 2차 년도 1월에서 4월까지 한다. 오류가 발견되면 구체적 대안을 제시한다.
제3위원회는 특정 교과에 한정되지 않고 모든 교과를 통합해서 검토한다. 문제 표현의 통일성, 한 과목에서 출제된 문제가 다른 과목 문제를 푸는 단서로 작용하지 않는지 여부, 시험 문제의 사회적 파장 등을 검토하고, 난이도도 조정한다.
고등학교 교사로 구성된 점검위원회는 작성된 문제가 수험생들에게 어느 정도로 어려운지 추측하고, 이 문제에 대한 평균 점수 등을 예상한다. 문제가 교육과정 내에 있는지도 검토한다.

## 전형
수험생은 지원 대학이 지정한 과목을 알아보고 희망 대학과 대학입시센터에 시험 원서를 제출한다. 대학입시센터는 시험 성적을 각 대학에 통지한다. 대학에 따라 2차 시험에 해당하는 대학별 시험이 실시된다. 대학입시센터시험 성적과 대학별 시험 성적을 종합하여 최종 입학생이 결정된다. 각 대학에서 대학입시센터시험 성적을 이용하는 방법은, 대학 자율이므로, 실로 다양하다. 다음과 같다.
- 전부 다 반영
- 정원의 일부만 특정 교과와 과목의 성적으로 선발
- 이용 교과와 과목의 폭을 넓게 해서 수험생 스스로 선택
- 대학의 독자적 입학시험에서 참고 자료로만 사용
- 조사서와 대학입시센터시험으로 1차 선발하고 합격자에 한해 다시 면접 실시
- 학부 전공과 관련있는 교과 성적과 대학별 시험 성적으로 선발
- 정원의 일부만 대학입시센터시험과 대학별 시험의 고득점 부분을 합격여부 판정에 이용
- 추천입학일 경우, 일부 교과의 성적만을 이용하고 대학별 시험으로 면접 실시

## 일정, 교과, 과목
지원기간은 10월 중순에서 하순까지이다. 시험은 원칙적으로 1월의 세 번째 주 토요일과 일요일 양일간 시행된다. 본시험과 추가시험으로 나뉘어 2회 실시되는데, 추가시험은 특별한 사유로 본시험을 볼 수 없었던 학생만 치를 수 있다.
시험 교과와 과목은 6교과 30과목이고, 2002학년도부터 한국어가 추가되었다. 고등학교에서 이수하지 않은 과목도 선택할 수 있다. 교과 및 일정은 다음과 같다.
| 교과             | 만점                                              | 시험시간                                                                                | 선택과목 | 비고                                                                                               |
| ---------------- | ------------------------------------------------- | --------------------------------------------------------------------------------------- | --- | -------------------------------------------------------------------------------------------------- |
| 1일(토요일)      |                                                   |                                                                                         | | |
| 지리역사・공민   | 2과목 200점, 1과목 100점                          | 2과목 응시 9:30~11:40 (120분, 도중에 답변용지 회수 10분) 1과목 응시 10:40~11:40 (60분)  | 동일 명칭을 포함하지 않는 2과목까지 선택: 세계사A, 세계사B, 일본사A, 일본사B, 지리A, 지리B, 현대사회, 윤리, 정치・경제, 윤리・정치・경제 | |
| 국어             | 200점(근대 이후 문장 100점, 고문 50점, 한문 50점) | 13:00~14:20 (80분)                                                                      | 국어 | |
| 외국어           | 200점                                             | 15:10~16:30 (80분)                                                                      | 영어, 독일어, 프랑스어, 중국어, 한국어                                                                                                   | |
| 외국어(듣기평가) | 50점                                              | 17:10~18:10 (설명 30분, 해답 30분)                                                      | 영어 듣기 | 영어 응시자 필수. 영어 이외의 응시자는 응시하지 않음                                               |
| 2일(일요일)      |                                                   |                                                                                         | | |
| 이과(1)          | 2과목 100점                                       | 9:30~10:30 (60분)                                                                       | 2과목 선택: 물리기초, 화학기초, 생물기초, 지학기초                                                                                       | 이과 선택방법: A:이과(1) 2과목, B:이과(2) 1과목, C:이과(1) 2과목 및 이과(2) 1과목, D:이과(2) 2과목 |
| 수학(1)          | 100점                                             | 11:20~12:20 (60분)                                                                      | 수학I, 수학I・수학A | 수학 A는 경우의 수와 확률, 도형의 성질, 정수의 성질 중 2문제를 골라서 응시한다                     |
| 수학(2)          | 100점                                             | 13:40~14:40 (60분)                                                                      | 수학II, 수학II・수학B, 부기・회계, 정보관계기초                                                                                          | 수학 B는 수열, 벡터, 확률분포와 통계적 추정 중 2문제를 골라서 응시한다                             |
| 이과(2)          | 2과목 200점, 1과목 100점                          | 2과목 응시 15:30~17:40 (120분, 도중에 답변용지 회수 10분) 1과목 응시 16:40~17:40 (60분) | 2과목까지 선택: 물리, 화학, 생물, 지학                                                                                                   | |

국어와 수학은 각각 과목수와 이수 단위수가 다른 과목 여럿으로 나뉜다(이를테면 국어 I는 4단위이고, 국어 I·II는 8단위이다). 각 대학 학부는 임의로 과목을 선택, 이용할 수 있고 과목별 배점비율까지도 대학이 정할 수 있다. 최근 국공립대학이 이용하는 교과목 수는 보통 5 교과 7 (또는 8)과목이다.
문제는 모두 객관식 다지선택형이다. 문항은 단순한 암기위주의 지식보다는 논리적인 사고력과 판단력을 평가할 수 있게, 수험생의 평균점 범위는 60점이 되게 출제 방침이 정해져 있다. 그러나 실제 평균점은 55~65점이다.
영어 듣기평가는 한국과는 다르게 개인별로 음향 기기를 지급해서 실시한다.
개인별 점수는 입시가 끝나기 전까지는 수험생에게 통지되지 않아서, 수험생 스스로 자기채점에 의해 지원대학을 결정하여 신청한다. 대학입시센터는 수험생이 응시한 대학에 수험생의 점수를 통지한다.

## 참고 문헌
- <일본, 중국, 대만 대학 입시 제도 연구[깨진 링크(과거 내용 찾기)]>, 김주훈, 설현수, 한국교육과정평가원

## 같이 보기
- 일본의 대학 입시 제도
- 대학수학능력시험

## 주해
1. ↑  출제위원의 임기가 2년인 것은 각 위원의 다양한 관점이 문제에 반영되게끔 하는 장점이 있다. 예를 들어 2002학년도 대학입시센터시험의 문제는 2000년, 2001년 4월에 임명된 출제위원들이 낸다.